# Franciszek II Bretoński
Franciszek II (ur. 23 czerwca 1433 w Clisson, zm. 9 września 1488), książę Bretanii i hrabia d'Étampes, syn Ryszarda, hrabiego d'Étampes, i Małgorzaty Orleańskiej, hrabiny de Verus, córki Ludwika de Valois, księcia Orleanu.

## Życiorys
W 1438 r., w wieku 5 lat, po śmierci ojca został hrabią d'Étampes. Po śmierci swojego stryja, Artura III, w 1458 r. został również księciem Bretanii. Sprzymierzony z Anglią często znajdował się w konflikcie z królami Francji – Ludwikiem XI i jego synem Karolem VIII. Brał udział w wojnie Dobra Publicznego przeciwko Ludwikowi i przyjmował na swoim dworze zbuntowanego brata królewskiego, Karola de Berry. W 1484 r. doszło do krótkotrwałego konfliktu z Anglią, gdyż na dworze Franciszka przebywał pretendent do tronu, Henryk Tudor. Król Anglii Ryszard III York zażądał od Franciszka wydania pretendenta. Franciszek ociągał się, więc Ryszard kazał swojej flocie atakować bretońskie statki. Pierwszy minister księcia, Pierre Landois, który faktycznie rządził krajem (Franciszek dostał ataku choroby psychicznej), świadom swojej słabej pozycji (był oskarżany o korupcję i znienawidzony przez bretońską szlachtę), obiecał wydać Henryka, ale temu udało się zbiec na dwór francuski.
Po śmierci Ludwika XI w 1483 r. Franciszek wszedł w przymierze z wewnątrzfrancuską opozycją – księciem Orleanu i hrabią d’Angoulême, którzy występowali przeciwko rządom regentów w imieniu Karola VIII. Regentami byli Anna de Beaujeu (siostra króla) i jej mąż Piotr II de Burbon. Anna i Karol doprowadzili w tej sytuacji do wojny domowej w Bretanii, której ofiarą stał się Landois, powieszony przez tłum. Zaufanie społeczne utracił też Franciszek, aczkolwiek w 1486 r. stany bretońskie uznały następczynią tronu jego córkę Annę.
W 1487 r. Franciszek podpisał z Francją traktat w Chateaubriant, w którym strona francuska gwarantowała bretońską niepodległość. Francuzi jednak wciąż dążyli do podporządkowania sobie Bretanii, więc Franciszek sprzymierzył się z arcyksięciem Maksymilianem Habsburgiem, któremu obiecał rękę swojej córki. Wywołało to krótką wojnę z Francją. 28 lipca 1488 r. Bretończycy ponieśli klęskę pod Saint Aubin du Cormier. 10 sierpnia Franciszek musiał podpisać traktat w Verger i złożył hołd lenny Karolowi VIII.
Franciszek II zmarł niedługo po podpisaniu traktatu. Przyczyną jego śmierci był upadek z konia jaki przydarzył się księciu podczas konnej przejażdżki. Po śmierci Franciszka Bretanię odziedziczyła jego córka Anna. Wkrótce potem Karol VIII najechał księstwo i wziął Annę za żonę. Od tamtej pory Bretania stała się częścią Francji.
W 1460 r. książę utworzył uniwersytet w Nantes.

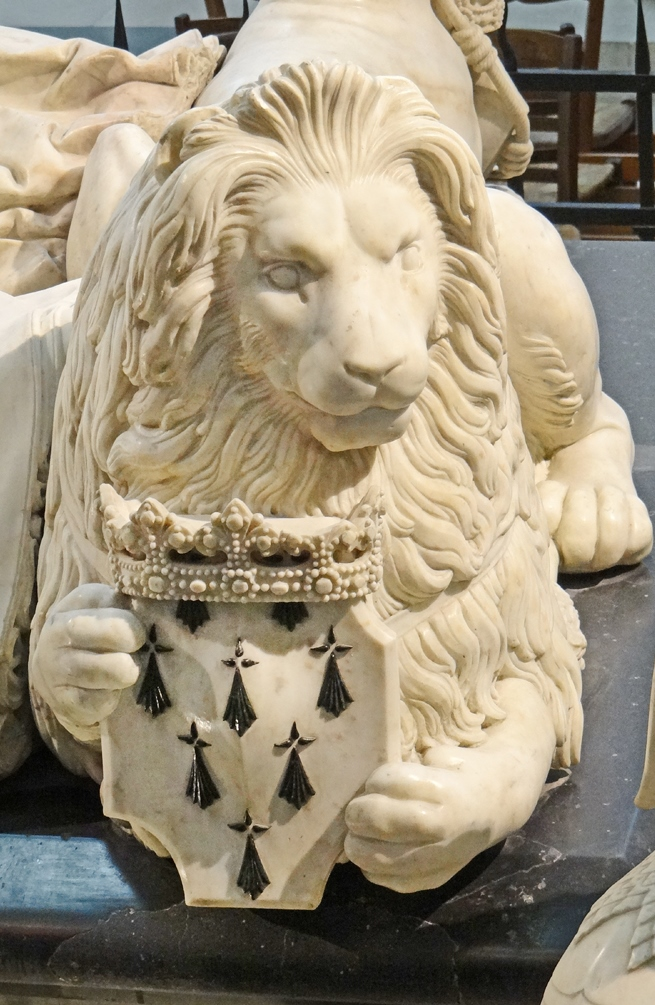
Lew z grobu z herbem Bretanii
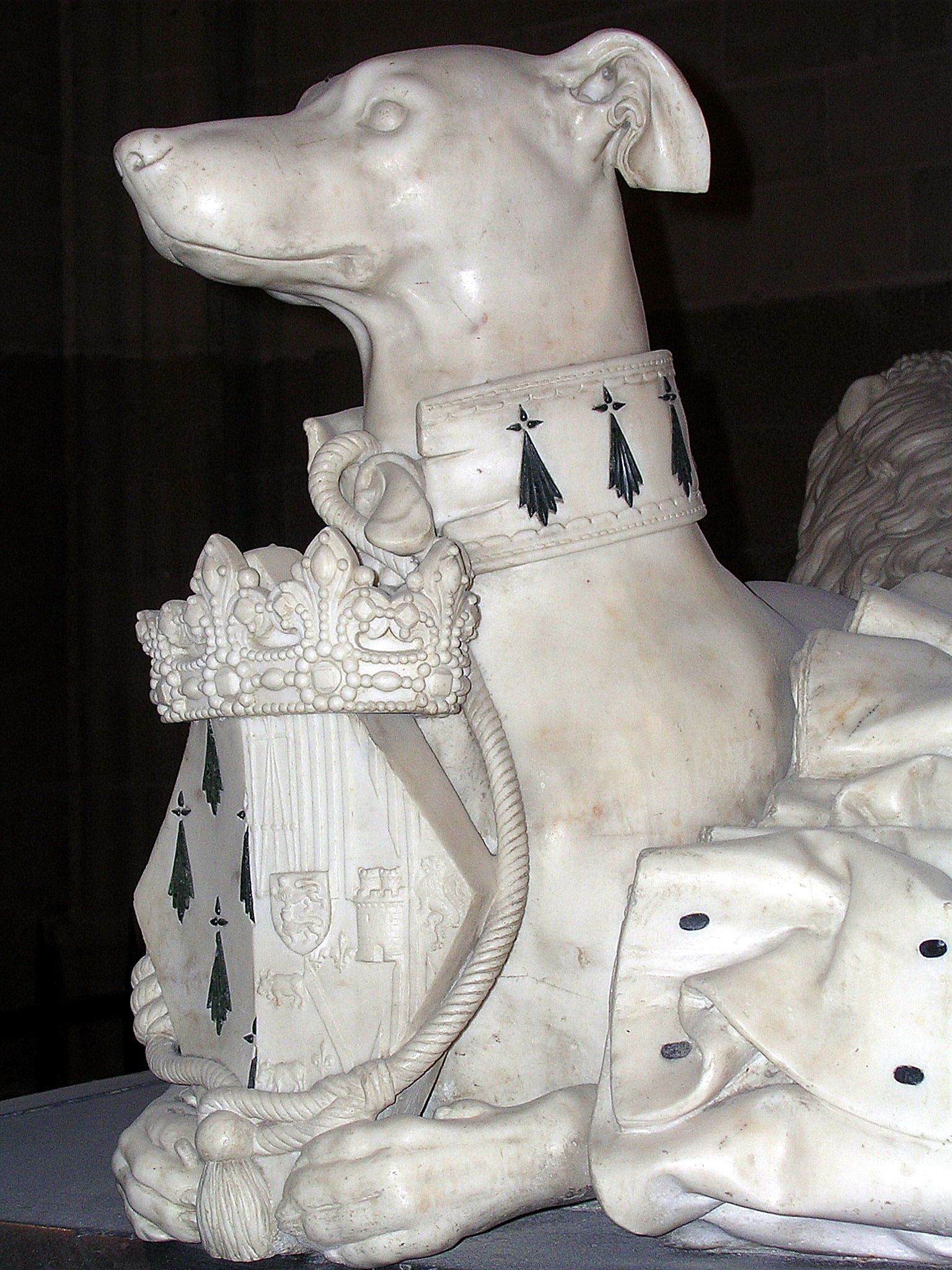
Pies z herbami Bretanii, Foix, Kastylii
Herb Foix
Herb Kastylii

## Życie prywatne
Franciszek był dwukrotnie żonaty. Jego pierwszą żoną została 16 listopada 1455 w Vannes Małgorzata (1443 – 22 września 1469), córka księcia Bretanii Franciszka I i Izabeli Stewart, córki króla Szkocji Jakuba I. Małżonkowie mieli razem jednego syna:
- Franciszek (29 czerwca – 25 sierpnia 1463), hrabia de Montfort

Po raz drugi książę ożenił się 26 czerwca 1471 w Clisson z Małgorzatą de Foix (1458–1486), córką Gastona IV de Foix i Eleonory I, królowej Nawarry, córki Jana II, króla Aragonii. Franciszek i Małgorzata mieli razem dwie córki:
- Anna (25 stycznia 1477 – 9 stycznia 1514), księżna Bretanii
- Izabela (po 10 maja 1481 – 24 sierpnia 1490)

Franciszek miał również kilkoro nieślubnych dzieci ze związku z Antoniną de Maignealis:
- Franciszek I (1462 – po 1494), hrabia de Vertus
- Antoni (1463 – zm. młodo), baron d'Avaugour
- nieznana z imienia córka (1465 – zm. młodo)
- nieznany z imienia syn (1466 – zm. młodo)
- Franciszka de Bretagne (1473–1498)